# Chrysichthys brachynema
Chrysichthys brachynema és una espècie de peix de la família dels claroteids i de l'ordre dels siluriformes.

## Morfologia
Els mascles poden assolir els 77 cm de llargària total i els 7.700 g de pes.

## Alimentació
Menja principalment crancs.

## Distribució geogràfica
Es troba a Àfrica: llac Tanganyika.